# Subantarctia
Genre
Subantarctia est un genre d'araignées aranéomorphes de la famille des Orsolobidae.

## Distribution
Les espèces de ce genre sont endémiques de Nouvelle-Zélande.

## Liste des espèces
Selon World Spider Catalog (version 15.5, 4/11/2014) :
- Subantarctia centralis Forster & Platnick, 1985
- Subantarctia dugdalei Forster, 1956
- Subantarctia fiordensis Forster, 1956
- Subantarctia florae Forster, 1956
- Subantarctia muka Forster & Platnick, 1985
- Subantarctia penara Forster & Platnick, 1985
- Subantarctia stewartensis Forster, 1956
- Subantarctia trina Forster & Platnick, 1985
- Subantarctia turbotti Forster, 1955

## Publication originale
- Forster, 1955 : Spiders from the subantarctic islands of New Zealand. Records of the Dominion Museum, vol. 2, no 4, p. 167-203.